# Calicnemia eximia
Calicnemia eximia – gatunek ważki z rodziny pióronogowatych (Platycnemididae).